# كريستيان هنريكه دا سيلفا دي سوزا
كريستيان هنريكه دا سيلفا دي سوزا (13 مارس 1992 في تيريسينا في البرازيل – )؛ هو لاعب كرة قدم كان يلعب كمهاجم.

## وصلات خارجية
- كريستيان هنريكه دا سيلفا دي سوزا على موقع رابطة كرة القدم اليابانية للمحترفين (اليابانية)
- كريستيان هنريكه دا سيلفا دي سوزا على موقع دوري كوريا الجنوبية (الإنجليزية)
- كريستيان هنريكه دا سيلفا دي سوزا على موقع قاعدة بيانات كرة القدم.إي يو (الإنجليزية)
- كريستيان هنريكه دا سيلفا دي سوزا على موقع Soccerway.com (الإنجليزية)
- كريستيان هنريكه دا سيلفا دي سوزا على موقع عالم كرة القدم.نت (الإنجليزية)
- كريستيان هنريكه دا سيلفا دي سوزا على موقع AS.com (الإسبانية)